# Grewia saligna
Grewia saligna är en malvaväxtart som beskrevs av Henri Ernest Baillon. Grewia saligna ingår i släktet Grewia och familjen malvaväxter. Inga underarter finns listade i Catalogue of Life.